# Acmaeodera setosa
Acmaeodera setosa – gatunek chrząszcza z rodziny bogatkowatych i podrodziny Polycestinae.
Gatunek ten został opisany w 1882 przez George'a R. Waterhouse'a.
Ciało długości poniżej 8 mm, czarne. Przedplecze bez znaków na bocznych brzegach. Przedpiersie o szeroko zaokrąglonym przednim brzegu i po każdej stronie opatrzone tępo zaokrąglonymi płatami położonymi przed przednimi biodrami. Pokrywy zwykle z 1-3 żółtymi znakami na każdej. Na bokach pierwszych trzech sternitów brak szpatułkowatych szczecin.
Chrząszcz znany z Meksyku i Nikaragui.